# (12002) Suess
(12002) Suess ist ein Asteroid des Hauptgürtels, der am 19. März 1996 von Petr Pravec und Lenka Šarounová am Ondřejov entdeckt wurde.

## Namensgebung
Der österreichische Geologe Franz Eduard Suess (auch: Franz Eduard Sueß; * 7. Oktober 1867 in Wien; † 25. Januar 1941 ebenda) war Professor an der Technischen Hochschule Prag und der Universität Wien. Der Name wurde von H. Raab vorgeschlagen.